# Triatlon Tour
A Triatlon Tour a legnagyobb magyarországi triatlon-versenysorozat.

## Lebonyolítása
A versenysorozat hét elemből tevődik össze.
- szabályok ismertetése
- 1. állomás: Balatonfüred
- 2. állomás: Tiszaújváros
- 3. állomás: Baja
- 4. állomás: Balassagyarmat
- 5. állomás: Fadd-Dombori
- Triatlon Gála, Vasi vasember

## Eredmények
- 2007, nők: Koch Renáta
- 2007, férfiak: Pocsai Balázs

## Külső hivatkozások
- Triatlon.hu
- Zalaszam.hu